# Schwarzhorn (Brienz)
Schwarzhorn (alternativt: Schwarzhoren) är ett berg på gränsen mellan kommunerna Brienz och Grindelwald i kantonen Bern i Schweiz. Det är beläget i Bernalperna, cirka 55 kilometer sydost om huvudstaden Bern. Berget ligger mellan Brienzsjön och bergspasset Grosse Scheidegg. Toppen på Schwarzhorn är 2 927 meter över havet.